# Колодези (Донецкая область)
Колодези (укр. Колодязі) — село на Украине, находится в Лиманском районе Донецкой области.
Код КОАТУУ — 1423085405. Население по переписи 2001 года составляет 340 человек. Почтовый индекс — 84441. Телефонный код — 6261.

## Адрес местного совета
84440, Донецкая область, Лиманский р-н, с. Терны, ул.50 лет Октября, 3